# María Ángela Nieto
Pour les articles homonymes, voir Nieto.
María Ángela Nieto Toladeno, née à Madrid le 1er mars 1960, est une biochimiste et biologiste moléculaire espagnole. En 2022, elle reçoit le Prix L'Oréal-UNESCO pour les femmes et la science pour son travail sur l'embryogenèse et les métastases.

## Biographie
Enfant, María Ángela Nieto s'intéresse déjà aux sciences. Elle aime faire des expériences en chimie et rêve de devenir astronaute après avoir suivi l'atterrissage de la mission Apollo 11 sur la lune en 1969. Ses parents la soutiennent dans ses études scientifiques. Elle va au lycée Isabel la Católica et est marquée par sa professeure de biologie qui l'inspire à faire des études de biochimie et de biologie moléculaire. Elle obtient son doctorat à l'université autonome de Madrid en 1987 pour ses travaux sur les interactions protéine-ADN sous la direction d'Enrique Palacián. Elle effectue ses recherches postdoctorales à l'institut de recherche biomédicale Alberto Sols de Madrid pour étudier la mort cellulaire programmée avec Abelardo-López-Rivas. Elle occupe ensuite un poste à l'institut Max Plack de psychiatrie à Munich. Elle mène également ensuite d'autres recherches au National Institute for Medical Research (en) de Londres.

En 1993, elle revient en Espagne et elle est nommée professeure adjointe à l'institut Cajal (en) à Madrid. Depuis 2004, elle est à la tête du département de neurobiologie du développement à l'institut de neurosciences d'Alicante. Ses recherches portent sur la différenciation cellulaire. Elle étudie notamment comment les cellules changent d'identité dans l'embryon pour former différents tissus. En 2022, elle reçoit le Prix L'Oréal-UNESCO pour les femmes et la science

« pour ses découvertes fondamentales sur le développement embryonnaire, qui ont permis de mieux comprendre la manière dont le cancer s’étend à d’autres organes et forme des métastases, ces tumeurs secondaires qui causent plus de 90 % des décès liés au cancer »

.

## Distinction et récompenses
- 2022 : prix L'Oreal UNESCO à des Femmes en Science[1]
- 2021 : Membre associée étranger de l'Académie des sciences[3]
- 2012 : Bourse Advanced Grant du conseil européen de la recherche pour son projet EMTASY sur la transition épithélio-mésenchymateuse[2]
- 2009 : membre de l'Academia Europaea[4]
- 2000 : Membre de l'Organisation européenne de biologie moléculaire[4]